# Pseudepipona derufata
Pseudepipona derufata är en stekelart som beskrevs av Blüthgen 1951. Pseudepipona derufata ingår i släktet Pseudepipona och familjen Eumenidae. Inga underarter finns listade i Catalogue of Life.